# Rosa glauca
Espèce
Classification phylogénétique
Rosa glauca, le rosier à feuilles rouges, est une espèce de plantes à fleurs de la famille des Rosaceae. C'est un rosier de la section des Caninæ, originaire des régions montagneuses d'Europe centrale et méridionale, des Pyrénées espagnoles jusqu'à la Bulgarie vers l'est et à la Pologne vers le nord.
Synonyme : Rosa rubrifolia Vill..

## Description
C'est un arbrisseau à feuilles caduques de 1,5 à 3 mètres de haut, aux rameaux arqués retombant portant des aiguillons recourbés, relativement parsemés, de couleur cannelle.
Le caractère le plus typique de cette espèce sont ses feuilles, qui sont rouge pourpré avant de virer au vert-bleu glauque tout en conservant des reflets pourprés. Elles ont 5 à 10 cm de long et sont composées de 5 à 9 folioles.
Les fleurs, fragiles, rose clair, ont 2,5 à 4 cm de diamètre et sont groupées en corymbe terminaux de 2 à 5 fleurs.
Le fruit est un cynorrhodon globuleux, rouge brillant à maturité, petits (de 10 à 15 mm de diamètre).

## Culture et utilisation
Ce rosier n'était pas très commun dans les jardins jusqu'à la fin du XIXe siècle, époque à laquelle sa beauté sauvage raffinée en dehors de la saison de floraison commença à être appréciée.
Les fleurs perdent facilement leurs pétales sous l'effet du vent, de la pluie ou des arrosages. L'espèce est naturalisée dans l'Europe septentrionale, au nord de son aire naturelle, en particulier en Scandinavie.

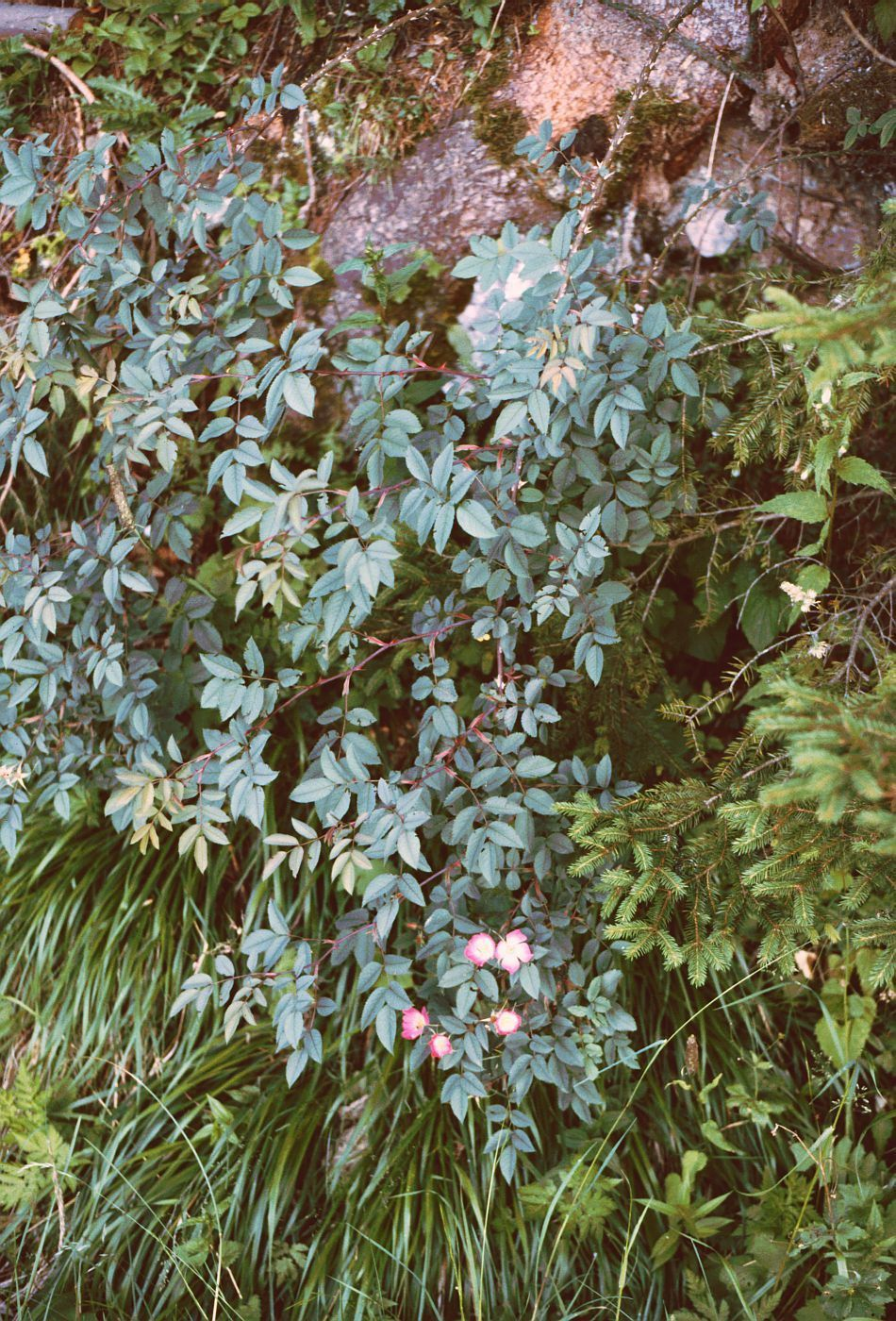
'Carmenetta' obtenu au Canada (Central Experimental Farm) en 1923 est un hybride Rosa clauca × Rosa rugosa Il est semblable à  Rosa glauca avec des fleurs un peu plus grandes.
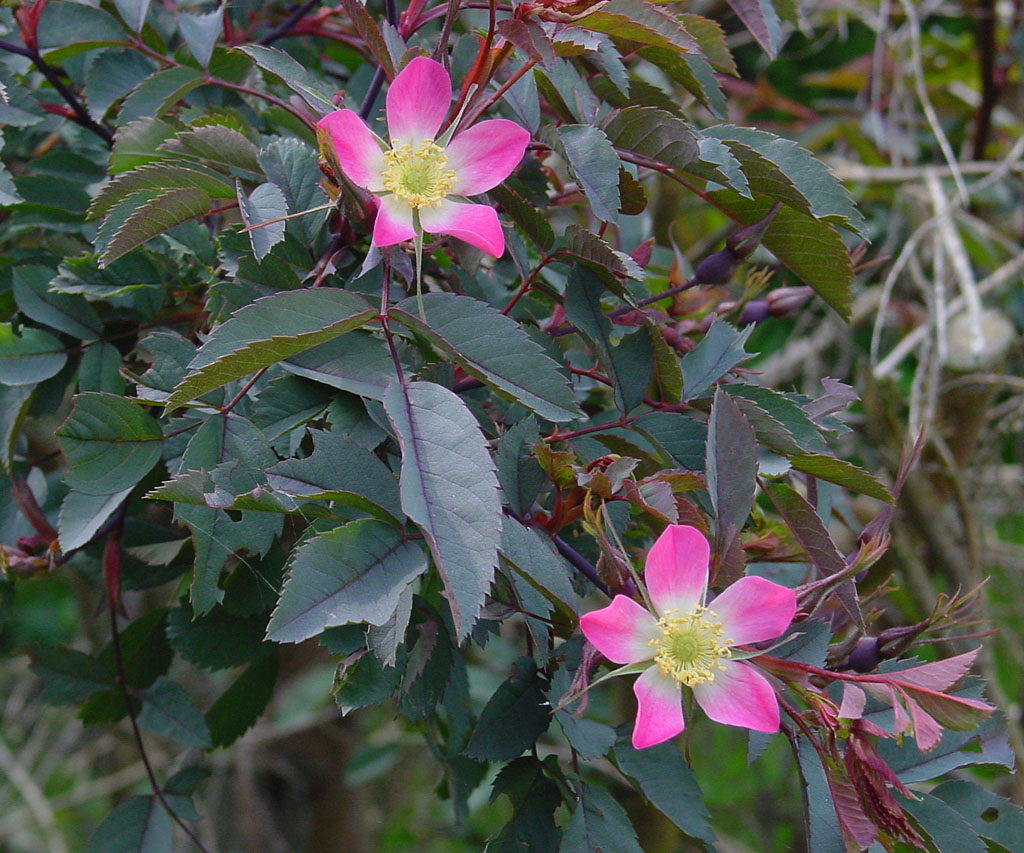
'Sir Cedric Morris' découvert dans son jardin par Sir Cedric Morris et introduit par Peter Beales en 1979. C'est un hybride spontané avec Rosa mulliganii  très florilège, aux fleurs très parfumées, simples, groupées en grands corymbes paniculés